# Madeleine Gates
Pour les articles homonymes, voir Gates.
Madeleine Randel Gates, née le 30 octobre 1998 à Laguna Hills aux États-Unis, est une joueuse internationale américaine de volley-ball évoluant au poste de centrale.

## Biographie

### Carrière
Elle commence à jouer au volley-ball dans des tournois scolaires californiens avec l'équipe de La Jolla HS, avant de rejoindre le championnat NCAA sous les couleurs de l'UCLA Bruins Los Angeles (en) de 2016 à 2018. En 2019, elle intègre l'université de Stanford (en), année où elle remporte le titre national. Au cours de sa période universitaire, elle reçoit plusieurs prix individuels,.
Lors de la saison 2020-2021, elle signe son premier contrat professionnel avec le Dresdner SC, équipe évoluant en 1.Bundesliga allemande avec laquelle elle remporte le titre national puis la supercoupe lors de sa seconde année.
Lors de l'intersaison 2022, elle rejoint la Ligue A française en s'engageant avec le RC Cannes. Avec le Racing, elle s'incline en finale de la Coupe de France 2023 face à Béziers.
Lors de l'exercice 2023-2024, elle est recrutée par Trentino Volley (it), club nouvellement promu en Serie A1 italienne.

### Équipe nationale américaine
Elle intègre la sélection américaine en 2021 à l'occasion du championnat nord-américain où l'équipe se classe 4e. Un an plus tard, elle remporte la médaille de bronze lors de la Coupe panaméricaine.

## Clubs
- Dresdner SC (2020–2022)
- RC Cannes (2022–2023)
- Trentino Volley (it) (2023–2024)

## Palmarès

### Universitaire
- Championnat NCAA (1) :
  - Vainqueur en 2019.

### En sélection
- Coupe panaméricaine :
  - 3e place en 2022, 2023.

### En club
en Allemagne
- Championnat d'Allemagne (1) :
  - Vainqueur en 2021.

- Coupe d'Allemagne :
  - Finaliste en 2022.

- Supercoupe d'Allemagne (1) :
  - Vainqueur en 2021.
  - Finaliste en 2020.

en France
- Coupe de la WEVZA :
  - Finaliste en 2022 (it).

- Coupe de France :
  - Finaliste en 2023.